# Sekem
Organizaciju  SEKEM (Drevni egipatski: 'vitalnost od sunca') je osnovao 1977. godine egipatski farmakolog Dr. Ibrahim Abouleish sa željom da dovede do kulturnog preporoda u svojoj domovini. Locirana sjeveroistočno od Kaira, organizacija se sada sastoji od : 
- Farmi za biodinamičku poljoprivredu
- kompanija za : 
  - proizvodnju i preradu hrane (Hator i Libra),
  - biljne čajeve i kozmetičke proizvode (Isis),
  - biljke za medicinsku uporabu i lijekove (Atos),
  - organsku proizvodnju pamuka (Conytex)
- medicinski centar
- Waldorfska škola
- trening centar za pojedina zanimanja
- fakultet, Mahad Institut za edukaciju odraslih
- istraživački centar, Sekem akademija za primijenjenu umjetnost i znanost
- Društvo za Kulturni Razvoj
- Sveučilište "Heliopolis" - početak rada planiran u rujnu 2008. g.

Cilj SEKEM-a je organska proizvodnja bez neupotrebljivog otpada. Svi se njihovi proizvodi mogu ili prodati ili ponovno upotrijebiti,  tako je omogućena održiva cirkulacija. 

## Povijest
Nakon 19 godina provedenih u Austriji, Dr. Abouleish se vraća nakratko u Egipat 1975 godine. Dirnut lošom ekonomskom i socijalnom situacijom u domovini odlučuje se na pokretanje projekta kulturne obnove baziranog na sintezi Islama i antropozofije. Dvije godine kasnije kupio je komad pustinjske zemlje koji je, u to vrijeme, graničio s plodnom dolinom Nila. Prvotni plan je bio poboljšanje zemlje i unaprijeđenje uroda korištenjem biodinamičkih metoda. Oko imanja od 70 hektara je posađena šuma, a drveće je posađeno i pokraj svih cesta unutar imanja; šuma je također posađena na dijelu iamnja. (posađeno je 120,000 sadnica Australskog bora, eukaliptusa i Perzijskog jorgovana (lat. Syringa Persica). Beduini koji su živjeli na toj zemlji, ili njenoj blizini, su pozvani da se pridruže projektu, dat im je posao i pomoć sa životnim potrebama. Zgrade su građene tradicionalnom tehnikom od gline, zemlje i sijena; neke je dizajnirao i Hassan Fathy. Prva domaća životinja bio je egipatski bizon. Organizacija je prodavala mliječne proizvode od bizonovog mlijeka i ostale proizvode uzgojene na farmi.
Prvi veći projekt Zajednice bila je proizvodnja amoidina, ekstrakta Morača (Laceflower). Uslijedila je proizvodnja biljnih čajeva i pokretanje kompanije za prodaju proizvoda dobivenih biodinamičkim putem u Europi. Velika prodaja ove kompanije u europi utjecala je na prelazak mnogih farmi u Egiptu na biodinamički sistem proizvodnje; SEKEM je preuzeo aktivnu ulogu u savjetovanju ovih farmi pri prelasku na biodinamičku proizvodnju i održavanju biodinamičkih standarda. SEKEM je i dodatno unajmio dosta zemlje.
U samim početcima projekta započeli su projekti unutar zajednica: medicinska klinika koja je temeljena na antropozofskoj medicini, i Društvo za kulturni razvoj koje je sponzoriralo predavanja, koncerte i ostale kulturne aktivnosti.
1987. godine započeo je s radom Centar za edukaciju odraslih (Mahad); djeca s hendikepima se isto tako educiraju u ovom centru. 1988. godine SEKEM otvara vrtić otvoren i lokalnoj Beduinskoj zajednici; ovo je preraslo u SEKEM školu, educirajući djecu od predškolske dobi do srednje škole (oko 18 godine) metodom waldorfske pedagogije. "Škola je podjednako za Kršćansku i Muslimansku djecu podučavajući ih međusobnoj toleranciji.“. Škola održava i tečajeve za nepismenu djecu od 10-te do 14-te godine.
Kao reakcija na uporabu dječje radne snage u Egiptu, SEKEM je započeo projekt „Djeca Kmilice", koji djeci između 10 i 14 godina starosti nudi edukaciju, izučavanje za pojedina zanimanja, ishranu i medicinsku skrb uz posao koji obavljaju; dječji učitelji paze na djecu cijeli dan. Isto tako postoji i organizacija koja omogućuje zaposlenicima u SEKEM-u (Kooperativa SEKEM-ovih zaposlenika) da se sindikalno i socijalno organiziraju.
1990. godine SEKEM osniva Centar za organsku poljoprivredu u Egiptu (Centre of Organic Agriculture in Egypt - COAE), neovisnu organizaciju koja vrsi inspekcije organskih farmi u Egiptu, Iranu i Sudanu.

## Uzgoj pamuka
Suočeni s kontaminacijom pesticidima vlastitih proizvoda, a nastalog zaprašivanjem susjednih poljoprivrednih površina, SEKEM započinje inicijativu uklanjanja takvog zaprašivanja u cijelom Egiptu. Kako je proizvodnja pamuka ovisila o zaprašivanju pesticidima SEKEM je započeo eksperimente biodinamičkog uzgoja pamuka, u početku na malim površinama. Eksperimentalna proizvodnja je polučila čak i veće urode od onih ostvarenih ne-organskom proizvodnjom. Egipatsko ministarstvo Poljoprivrede je započelo daljnja istraživanja. U roku od tri godine Ministarstvo se složilo da je organski način kontrole i potiskivanja nametnika superioran ne-organskom, te je započelo projekt prelaska cjelokupne proizvodnje pamuka u Egiptu (4000 kvadratnih km) na organsku proizvodnju; prelazak je trajao dvije godine. SEKEM je tada osnovao kompaniju za preradu organskog pamuka organskim metodama umjesto dotadašnjih kemijskih, Conytex.
Reagirajući na sve veću medijsku pažnju usmjerenu na SEKEM-ove projekte, Udruženje Muslimanskih Šeika je SEKEM-u dodijelilo priznanje, proglašavajući SEKEM – Islamskim projektom. Ovo je bio rezultat intenzivnih sastanaka predstavnika SEKEM-a i Muslimanskih religioznih vođa.
SEKEM-ov sljedeći projekt je bilo osnivanje prve privatne farmaceutske kompanije u Egiptu, specijaliziranu za medicinske čajeve. Medicinski centar se razvio do točke da je trebao zasebnu zgradu proširujući se u Beduinsku zajednicu, time pomažući uspostavu sanitarija i opskrbu pitkom vodom.
1997. godine, SEKEM osniva obrtničku školu nudeći edukaciju za metalska, stolarska, mehaničarska, električarska i tekstilna zanimanja, te edukaciju za biodinamičku poljoprivredu i trgovinu. Obrtnički centar sadrži i Umjetničku školu. Njemačko Društvo za Tehničku Suradnju je pomoglo pri pokretanju ovog projekta. 1999. godine otvorena je SEKEM Akademija (sada Sekem Fakultet). Početni centar za poljoprivredna, farmaceutska i medicinska istraživanja sada provodi studije i obrazovanje i na drugim područjima. 

2001. godine osnovan je holding sa zadatkom brige o financijama svih SEKEM kompanija i nadgledanje razvojnih projekata. Holding sadrži odjel za pomoć svakoj kompaniji posebno u njenim razvojnim projektima i uz to se brine od edukaciji i treningu zaposlenika.

## Društvene veze
SEKEM radi na principu da zdravlje kompanije ovisi o njenim proizvođačima, distributorima i potrošačima. Domaćin je mjesecnih skupova farmera suradnika, oko 200 farmera je posjetilo te skupove od 2004. godine.
Od početka '90ih, SEKEM je narastao, sada sudjeluje i u rijesavanju drugih velikih problema u Egiptu, a povezanih s hranom poput prenapučenosti, nedovoljne edukacije i zdravstvene zaštite te zaštitom okoliša.
SEKEM i Dr.Ibrahim Abouleish su primili Nagradu pravilnog življenja 2003. godine za povezivanje komercijalnog uspjeha sa socijalnim i kulturnim napredovanjem društva.

## Geslo
Godišnji seminari na kojima se razmišlja o ciljevima SEKEM-a iznjedrili su sljedeće geslo:
Težimo zajedničkom životu poštujući socijalne norme koje promoviraju ljudski dignitet i daljnji razvoj, stremeći višim idealima. Glavni nam je cilj razvojni impuls za ljude, društvo i Zemlju. SEKEM želi pridonijeti općem razvoju ljudi, društva i Zemlje, a inspiriran visokim Idealima. Suradnja ekonomskih, socijalnih i kulturnih aktivnosti se potiče znanošću, umjetnošću i religijom.
SEKEM si je postavio sljedeće ciljeve na ekonomskom polju:
- Liječenje zemlje biodinamičkom poljoprivredom.
- Razvoj i proizvodnja biljnih i drugih proizvoda koji se oslanjaju na istinske potrebe potrošača i zadovoljavaju najviše standarde kvalitete.
- Izlazak na tržište zajedničkom suradnjom farmera, proizvođača, trgovaca i potrošača.

Teži pojedinačnom razvoju osobe kroz kulturne institucije. Edukacija za slobodu je cilj SEKEM-ovih edukativnih ustanova za djecu, mlade i odrasle. SEKEM pruža zdravstvenu zaštitu temeljenu na prirodnim pripravcima i lijekovima. SEKEM-ova Akademija Primjenjeih Znanosti i Umjetnosti traži i podučava rješenjima za trajna pitanja iz svih područja života.
Društveno, SEKEM teži zajednici ljudi iz cijelog svijeta koji poštuju dignitet pojedinca, omogućujući rad i učenje s jednakim pravima za sve.

## Vanjske poveznice
- SEKEM website
- Right Livelihood Award Recipient  Arhivirana inačica izvorne stranice od 15. srpnja 2006. (Wayback Machine)
- Visit Sekem (german)